# Мотовски залив
Мо̀товският залив (на руски: Мотовский залив) е фиордов залив на Баренцово море, разположен между Мурманският бряг на континента на юг, полуостров Средни на запад и полуостров Рибачи на север, в Мурманска област на Русия. Вдава се на запад в сушата на 105 km, ширина на входа (между носовете Городецки на север и Добрягин на юг) 12 km, средна ширина от 5 до 15 km, дълбочина до 265 m. Мотовският залив е типичен фиорд със стръмни брегове и с няколко дълбоко вклиняващи се в сушата разклонения – по-малки фиорди: Голяма Мотка на северозапад, Китов на запад, Титовка на югозапад и Западна Лица и Вичани на юг. През зимата не замръзва. На брега на фиорда Западна Лица е разположен град Заозьорск – военноморска база на Русия.

## Топографска карта
- Лист от карта R-36-XXI,XXII Порт-Владимир. Мащаб: 1 : 200 000. Указать дату выпуска/состояния местности.